# Zlatohorská vrchovina
Zlatohorská vrchovina (dříve Severní podhoří Hrubého Jeseníku, Jindřichovské podhoří nebo Opavská vrchovina; polsky Góry Opawskie; německy Zuckmanteler Bergland nebo Oppagebirge) je pohoří v Česku a v Polsku. Jedná se o geomorfologický celek, který patří do Jesenické oblasti Krkonošsko-jesenické subprovincie. Dále se dělí na Bělskou pahorkatinu, Rejvízskou hornatinu, Hynčickou hornatinu a Jindřichovskou pahorkatinu.
Zlatohorská vrchovina na západě hraničí s Rychlebskými horami, na severozápadě se Žulovskou pahorkatinou, na severu s Vidnavskou nížinou, na východě s Opavskou pahorkatinou a konečně na jihu s Nízkým Jeseníkem a na jihozápadě s Hrubým Jeseníkem.
Administrativně patří česká část Zlatohorské vrchoviny částečně do Moravskoslezského kraje a částečně do Olomouckého kraje. Významnými lidskými sídly jdou zde Zlaté Hory, Rejvíz a Mikulovice. Polská část je součástí Opolského vojvodství, nejvýznamnějšími sídly jsou zde Prudník a Hlucholazy. Z historického pohledu je Zlatohorská vrchovina součástí Slezska.
Pramení zde Opavice, Osoblaha a Prudník. Po západním kraji teče Bělá, která tvoří hranici mezi Zlatohorskou vrchovinou a Rychlebskými horami.
Nejvyšším vrcholem české části i celé Zlatohorské vrchoviny je Příčný vrch (975 m n. m.), současně nejvyšší vrchol Rejvízské hornatiny), nejvyšším vrcholem polské části je Biskupská kupa (889 m n. m., současně nejvyšší vrchol Hynčické hornatiny) ležící na státní hranici.
Do české části Zlatohorské vrchoviny zasahuje CHKO Jeseníky a Geopark Jeseníky, v polské části Zlatohorské vrchoviny se nachází CHKO Góry Opawskie a PřP Rejon Mokre - Lewice.
V Polsku má Zlatohorská vrchovina přezdívku Opolskie Bieszczady, neboť se dnes jedná o relativně odlehlé, zalesněné a málo zalidněné oblasti. V Německu (do roku 1945) měla přezdívku Oberschlesische Gebirgsecke, protože byla do roku 1939 (do připojení části Polska k Říšské župě Horní Slezsko) jedinými horami náležejícími k provincii Horní Slezsko.